# Oostenrijk op de Olympische Winterspelen 1976
Tijdens de Olympische Winterspelen van 1976, die in Innsbruck werden gehouden, nam het gastland, Oostenrijk, voor de twaalfde keer deel.

## Medailleoverzicht
| Sport          | Olympiër                      | Discipline         | Medaille |
| -------------- | ----------------------------- | ------------------ | -------- |
| Alpineskiën    | Franz Klammer                 | afdaling (m)       | Goud     |
| Schansspringen | Karl Schnabl                  | grote schans (m)   | Goud     |
| Alpineskiën    | Brigitte Totschnig            | afdaling (v)       | Zilver   |
| Schansspringen | Anton Innauer                 | grote schans (m)   | Zilver   |
| Rodelen        | Rudolf Schmid Franz Schachner | dubbel             | Brons    |
| Schansspringen | Karl Schnabl                  | normale schans (m) | Brons    |

## Deelnemers en resultaten

### Alpineskiën
| Olympiër           | Discipline       | Resultaat | Prestatie                        |
| ------------------ | ---------------- | --------- | -------------------------------- |
| Klaus Eberhard     | afdaling (m)     | 19e       | 1.48,45 (+2,72)                  |
| Thomas Hauser      | reuzenslalom (m) | dnf-1     | opgave run 1                     |
| Hans Hinterseer    | reuzenslalom (m) | 14e       | 3.33,80 (+6,83) 1.46,46+1.47,34  |
| Hans Hinterseer    | slalom (m)       | dnf-1     | opgave run 1                     |
| Franz Klammer      | afdaling (m)     | Goud      | 1.45,73                          |
| Franz Klammer      | reuzenslalom (m) | dnf-1     | opgave run 1                     |
| Alois Morgenstern  | reuzenslalom (m) | dnf-2     | opgave run 2                     |
| Alois Morgenstern  | slalom (m)       | 7e        | 2.07,18 (+3,89) 1.01,61+1.05,57  |
| Anton Steiner      | afdaling (m)     | dnf       | opgave                           |
| Anton Steiner      | slalom (m)       | 22e       | 2.14,90 (+11,61) 1.06,02+1.08,88 |
| Sepp Walcher       | afdaling (m)     | 9e        | 1.47,45 (+1,72)                  |
|                    |                  |           |                                  |
| Monika Kaserer     | afdaling (v)     | 9e        | 1.48,81 (+2,65)                  |
| Monika Kaserer     | reuzenslalom (v) | 6e        | 1.30,49 (+1,36)                  |
| Monika Kaserer     | slalom (v)       | dnf-1     | opgave run 1                     |
| Irmgard Lukasser   | afdaling (v)     | 12e       | 1.49,18 (+3,02)                  |
| Irmgard Lukasser   | reuzenslalom (v) | 29e       | 1.35,38 (+6,25)                  |
| Regina Sackl       | reuzenslalom (v) | 19e       | 1.31,78 (+2,65)                  |
| Regina Sackl       | slalom (v)       | dnf-1     | opgave run 1                     |
| Nicola Spieß       | afdaling (v)     | 4e        | 1.47,71 (+1,55)                  |
| Nicola Spieß       | slalom (v)       | dns-2     | niet gestart run 2               |
| Brigitte Totschnig | afdaling (v)     | Zilver    | 1.46,68 (+0,52)                  |
| Brigitte Totschnig | reuzenslalom (v) | 16e       | 1.31,48 (+2,35)                  |
| Brigitte Totschnig | slalom (v)       | dnf-2     | opgave run 2                     |

### Biatlon
| Olympiër                                                   | Discipline             | Resultaat | Prestatie                                                                                   |
| ---------------------------------------------------------- | ---------------------- | --------- | ------------------------------------------------------------------------------------------- |
| Alfred Eder                                                | 20 km (m)              | 21e       | 1:22.42,52 (+8.30,26) pen.: 8 (2 / 3 / 1 / 2)                                               |
| Franz-Josef Weber                                          | 20 km (m)              | 37e       | 1:26.14,92 (+12.02,66) pen.: 10 (3 / 0 / 1 / 6)                                             |
| Klaus Farbmacher                                           | 20 km (m)              | 49e       | 1:36.31,07 (+22.18,81) pen.: 16 (4 / 5 / 3 / 4)                                             |
| Franz-Josef Weber Alfred Eder Klaus Farbmacher Josef Hones | 4x7,5 km estafette (m) | 15e       | 2:18.06,78 (+20.11,14) pen.: 11 (2 / 5 / 1 / 3) (33.10,35 / 34.27,12 / 34.23,90 / 36.05,41) |

### Bobsleeën
| Olympiër                                                            | Discipline                  | Resultaat | Prestatie                                       |
| ------------------------------------------------------------------- | --------------------------- | --------- | ----------------------------------------------- |
| Dieter Delle Karth Franz Köfel                                      | 2-mansbob (m) Oostenrijk I  | 6e        | 3.46,37 (+1,95) (56,52 / 56,76 / 56,47 / 56,62) |
| Fritz Sperling Andreas Schwab                                       | 2-mansbob (m) Oostenrijk II | 4e        | 3.45,74 (+1,32) (56,06 / 56,19 / 56,73 / 56,76) |
| Fritz Sperling Kurt Oberhöller Gerd Zaunschirm Dieter Gehmacher     | 4-mansbob (m) Oostenrijk I  | 7e        | 3.43,79 (+3,36) (55,51 / 55,62 / 56,05 / 56,61) |
| Werner Delle Karth Andreas Schwab Heinz Krenn Otto Breg Franz Köfel | 4-mansbob (m) Oostenrijk II | 6e        | 3.43,21 (+2,78) (54,66 / 55,80 / 56,10 / 56,65) |

### Kunstrijden
| Olympiër                           | Discipline | Resultaat | Prestatie               |
| ---------------------------------- | ---------- | --------- | ----------------------- |
| Ronald Koppelent                   | mannen     | dnf       | opgave                  |
| Claudia Kristofics-Binder          | vrouwen    | 16e       | pc. 149,0; 162,9 punten |
| Ursula Nemec Michael Nemec         | paarrijden | 10e       | pc. 96,0; 121,3 punten  |
| Susi Handschmann Peter Handschmann | ijsdansen  | dnf       | opgave                  |

### Langlaufen
| Olympiër                                                   | Discipline            | Resultaat | Prestatie                                                         |
| ---------------------------------------------------------- | --------------------- | --------- | ----------------------------------------------------------------- |
| Reinhold Feichter                                          | 30 km (m)             | 39e       | 1:37.43,73 (+7.14,35)                                             |
| Reinhold Feichter                                          | 50 km (m)             | 35e       | 2:50.53,00 (+13.22,95)                                            |
| Franz Gattermann                                           | 30 km (m)             | 58e       | 1:43.04,88 (+12.35,50)                                            |
| Rudolf Horn                                                | 15 km (m)             | 42e       | 48.10,52 (+4.12,05)                                               |
| Josef Vogel                                                | 15 km (m)             | 48e       | 48.42,32 (+4.43,85)                                               |
| Werner Vogel                                               | 15 km (m)             | 43e       | 48.17,47 (+4.19,00)                                               |
| Werner Vogel                                               | 30 km (m)             | 51e       | 1:40.16,10 (+9.46,72)                                             |
| Werner Vogel                                               | 50 km (m)             | 26e       | 2:47.05,63 (+9.35,58)                                             |
| Herbert Wachter                                            | 15 km (m)             | 19e       | 46.46,39 (+2.47,92)                                               |
| Herbert Wachter                                            | 30 km (m)             | 32e       | 1:36.28,48 (+5.59,10)                                             |
| Herbert Wachter                                            | 50 km (m)             | 24e       | 2:46.40,25 (+9.10,20)                                             |
| Heinrich Wallner                                           | 50 km (m)             | 43e       | 3:03.58,19 (+26.28,14)                                            |
| Rudolf Horn Reinhold Feichter Werner Vogel Herbert Wachter | 4x10 km estafette (m) | 8e        | 2:12.22,80 (+4.23,08) (34.54,64 / 33.06,58 / 32.57,12 / 31.24,46) |
|                                                            |                       |           |                                                                   |
| Gertrud Gasteiger                                          | 5 km (v)              | 41e       | 20.14,94 (+4.26,25)                                               |
| Gertrud Gasteiger                                          | 10 km (v)             | 44e       | 37.35,77 (+7.22,36)                                               |
| Sylvia Schweiger                                           | 5 km (v)              | 42e       | 20.17,43 (+4.28,74)                                               |
| Sylvia Schweiger                                           | 10 km (v)             | 41e       | 36.32,93 (+6.19,52)                                               |
| Barbara Stöckl                                             | 5 km (v)              | 38e       | 18.49,16 (+3.00,47)                                               |
| Barbara Stöckl                                             | 10 km (v)             | 40e       | 35.28,99 (+5.15,58)                                               |

### Noordse combinatie
| Olympiër   | Discipline | Resultaat | Prestatie                                                                                          |
| ---------- | ---------- | --------- | -------------------------------------------------------------------------------------------------- |
| Fritz Koch | mannen     | 26e       | 363,62 punten schans: 189,1 p 93,2 (69,0 m)+95,2 (72,0 m)+93,9 (72,0 m) 15 km: 174,52 p (53:04.73) |

### Rodelen
| Olympiër                           | Discipline | Resultaat | Prestatie                                             |
| ---------------------------------- | ---------- | --------- | ----------------------------------------------------- |
| Manfred Schmid                     | mannen     | 5e        | 3.29,511 (+1,823) (52,973 / 52,073 / 52,113 / 52,352) |
| Reinhold Sulzbacher                | mannen     | 7e        | 3.30,398 (+2,710) (53,137 / 52,491 / 52,204 / 52,566) |
| Rudolf Schmid                      | mannen     | 9e        | 3.31,419 (+3,731) (52,933 / 53,806 / 52,361 / 52,319) |
| Antonia Mayr                       | vrouwen    | 5e        | 2.51,360 (+0,739) (42,949 / 42,812 / 42,633 / 42,966) |
| Margit Graf                        | vrouwen    | 6e        | 2.51,459 (+0,838) (43,094 / 42,790 / 42,555 / 43,020) |
| Angelika Schafferer                | vrouwen    | 8e        | 2.52,322 (+1,701) (43,444 / 43,007 / 42,793 / 43,078) |
| Rudolf Schmid Franz Schachner      | dubbel     | Brons     | 1.25,919 (+0,315) (42,997 / 42,922)                   |
| Manfred Schmid Reinhold Sulzbacher | dubbel     | 5e        | 1.26,424 (+0,820) (43,035 / 43,389)                   |

### Schaatsen
| Olympiër          | Discipline   | Resultaat | Prestatie           |
| ----------------- | ------------ | --------- | ------------------- |
| Hubert Gundolf    | 5000 m (m)   | 29e       | 8.29,34 (+1.04,86)  |
| Hubert Gundolf    | 10.000 m (m) | 20e       | 17.52,43 (+3.01,84) |
| Ludwig Kronfuß    | 1500 m (m)   | 26e       | 2.11,17 (+11,79)    |
| Ludwig Kronfuß    | 5000 m (m)   | 27e       | 8.19,72 (+55,24)    |
| Berend Schabus    | 500 m (m)    | 26e       | 42,33 (+3,16)       |
| Berend Schabus    | 1000 m (m)   | 25e       | 1.26,50 (+7,18)     |
| Berend Schabus    | 1500 m (m)   | 29e       | 2.15,41 (+16,03)    |
| Heinz Steinberger | 500 m (m)    | 27e       | 43,28 (+4,11)       |

### Schansspringen
| Olympiër         | Discipline         | Resultaat | Prestatie                                           |
| ---------------- | ------------------ | --------- | --------------------------------------------------- |
| Reinhold Bachler | normale schans (m) | 6e        | 237,2 punten 118,1 p. (80,5 m) + 119,1 p. (80,5 m)  |
| Reinhold Bachler | grote schans (m)   | 5e        | 217,4 punten 111,5 p. (95,0 m) + 105,9 p. (91,0 m)  |
| Anton Innauer    | normale schans (m) | 7e        | 233,5 punten 115,6 p. (80,5 m) + 117,9 p. (81,0 m)  |
| Anton Innauer    | grote schans (m)   | Zilver    | 232,9 punten 126,5 p. (102,5 m) + 106,4 p. (91,0 m) |
| Karl Schnabl     | normale schans (m) | Brons     | 242,0 punten 121,8 p. (82,5 m) + 120,2 p. (81,5 m)  |
| Karl Schnabl     | grote schans (m)   | Goud      | 234,8 punten 117,5 p. (97,5 m) + 117,3 p. (97,0 m)  |
| Hans Wallner     | grote schans (m)   | 6e        | 216,9 punten 109,4 p. (93,5 m) + 107,5 p. (92,5 m)  |
| Rudi Wanner      | normale schans (m) | 7e        | 233,5 punten 116,5 p. (79,5 m) + 117,0 p. (79,5 m)  |

### IJshockey
| Olympiër | Discipline | Resultaat | Prestatie |
| --- | ---------- | --------- | --- |
| Daniel Gritsch Franz Schilcher Walter Schneider Gerhard Hausner Johann Schuller Michael Herzog Günter Oberhuber Othmar Russ Max Moser Rudolf König Josef Puschnig Franz Voves Josef Schwitzer Peter Zini Josef Kriechbaum Alexander Sadjina Herbert Pöck Herbert Mörtl | mannen     | 8e        | kwalificatieronde: 3 - 16 Oostenrijk - Sovjet-Unie B-groep (7e-12e plaats): 6 - 2 Oostenrijk - Bulgarije 3 - 2 Oostenrijk - Japan 3 - 4 Oostenrijk - Roemenië 3 - 5 Oostenrijk - Zwitserland 3 - 1 Oostenrijk - Joegoslavië |

Andorra · Argentinië · Australië · België · Bondsrepubliek Duitsland · Bulgarije · Canada · Chili · Duitse Democratische Republiek · Finland · Frankrijk · Griekenland · Groot-Brittannië · Hongarije · IJsland · Iran · Italië · Japan · Joegoslavië · Libanon · Liechtenstein · Nederland · Nieuw-Zeeland · Noorwegen · Oostenrijk · Polen · Roemenië · San Marino · Sovjet-Unie · Spanje · Taiwan · Tsjecho-Slowakije · Turkije · Verenigde Staten · Zuid-Korea · Zweden · Zwitserland